# Dangerous Toys
I Dangerous Toys sono una heavy metal band nata nel 1987 a Austin, Texas negli Stati Uniti.
Sono riconosciuti per essere tra i maggiori esponenti dello sleaze metal, e molto vicini alle sonorità dei Guns N' Roses, altra sleaze band che riscosse però molto più successo.

## Storia
Tim Trembley (chitarra), Mike Watson (basso) e Mark Geary (batteria) erano originariamente membri degli Onyx, una hair metal band formata nel 1982 ad Austin, Texas, e capeggiati da una voce femminile. Sorsi dei contrasti con la cantante, nel 1987 proposero al frontman dei Watchtower, Jason Mc Master di entrare a far parte della loro band. Con l'arrivo del singer i Dangerous Toys nascono ufficialmente nell'ottobre 1987. Nel 1988, la band firmò per la Columbia Records. Poco dopo Tim Trembley lasciò la band, e rimasero così senza secondo chitarrista. Pubblicarono il debut omonimo Dangerous Toys, prodotto da Max Norman (già produttore di Megadeth, Ozzy Osbourne) nel quale Scott Dalhover suonò entrambe le chitarre. Poco prima della realizzazione del disco, Danny Aaron raggiunse la band come secondo chitarrista. Tuttavia egli non suonò nell'album, anche se vi è accreditato ed è presente sul retro della copertina.
Il disco era fortemente influenzato dallo stile dei Guns N' Roses e generalmente dallo Sleaze metal tanto in voga in quel periodo. La voce al vetriolo di Mc Master, incredibilmente ispirata a quella di Axl Rose, ed una serie di canzoni del calibro di "Teas'n Pleas'n", "Scared", "Bones In The Gutter", "Sport'n A Woody", "Queen Of The Nile", "Outlaw" e "Here Comes Trouble", resero l'esordio del gruppo texano un successo. Seguì un tour britannico nello stesso '89 da spalla ai Faster Pussycat, per poi tornare negli Stati Uniti suonando al fianco di Alice Cooper, Motörhead, Metal Church e Judas Priest. La loro inclusione al festival fu molto gratificante, poiché scrissero il brano "Scared", estratto dal debut e trasmesso su MTV, dedicandolo proprio al re dello shock rock Alice Cooper. Ancora altri tour si svolsero nella East Coast degli Stati Uniti assieme ai Bonham e i The Cult, fino a guadagnare il disco d'oro.
Nel 1991 esce il secondo album Hellacious Acres, lanciato dalle hits "Sticks And Stones" e "Line 'Em Up". Il disco venne prodotto da Roy Thomas Baker (già noto produttore di grandi artisti come The Cars, Queen o Journey). Vennero estratti da questo i singoli "Line 'Em Up" e "Gimme No Lip". L'album inoltre conteneva la reinterpretazione dei Bad Company "Feel Like Makin' Love". Nonostante le sonorità aggressive, e la sponsorizzazione da parte delle radio, l'album riscosse meno successo del precedente.
Una delle cause di questo mancato successo fu l'ondata grunge che imperversava nel periodo, cambiando le direzioni musicali dell'epoca, e facendo cadere l'hair metal, come tutto l'heavy metal nell'underground. Come conseguenza di ciò, il gruppo venne anche scaricato dalla Columbia.
Nel 1992, l'ex chitarrista dei Dirty Looks Paul Lidel sostituì Aaron. Egli non suonò mai in un album della band, ma con loro partecipò a circa 200 concerti nel 1993. Nel gennaio del 1994, Paul Lidel sostituì Fowler.
Ma per l'heavy metal, il periodo di maggior successo era svanito, e nel 1994 con Pissed, edito per la DMZ Records, i Dangerous Toys passarono inosservati cadendo nel più profondo underground. Nonostante l'album presentasse lo spirito e le potenzialità per ottenere un certo successo sulla scia dei precedenti, esso non venne considerato, come del resto accadde in gran parte della scena metal.
Col passare degli anni la band subì un quasi inevitabile cambio di stile. Persero gradualmente popolarità e Mike Watson abbandonò il progetto. Jason McMaster passò così al ruolo di bassista oltre che cantante. Il gruppo cominciò a considerare l'idea di cambiare nome assieme alle sonorità,  ma infine decisero di mantenere il nome che li rese famosi, e produrre il loro quarto album The R.tist 4.merly Known as Dangerous Toys edito nel 1995 per la DMZ Records, e prodotto da  Tom Fletcher. A causa delle nuove sonorità indirizzate sul alternative metal, questo sarà considerato come l'album peggiore dei texani, e sarà infatti l'ultimo album in studio pubblicato dalla band.
A causa dei mancati successi, Jason McMaster e Paul Lidel si riunirono per formare una nuova band nel 1999, i Broken Teeth. Col gruppo pubblicarono l'album omonimo nello stesso anno, seguì "Guilty Pleasure" nel 2002 e "Blood On The Radio" nel 2004, tutti editi per la Perris Records.
Tuttavia il progetto Dangerous Toys non svanì. Nel 1999 seguì un live album per una nuova label, la Cleopatra Records, e verrà intitolato Vitamins and Crash Helmets Tour - Greatest Hits Live, ma l'attività della band era sempre meno frequente. Nel 2001 suonarono qualche concerto nella loro città natale Austin, Texas e a Tokyo, Giappone, con un ritrovato Mike Watson. Dopo questo periodo la band tornò ad essere irregolare, nonostante suonassero costantemente ogni anno nella loro città natale e dintorni.
I Dangerous Toys si riunirono poi in occasione di alcuni concerti nuovamente ad Austin, Texas nel febbraio 2003, maggio 2005, e nel settembre 2006 con i Rhino Bucket.
Nel 2004 viene invece pubblicata la raccolta The Ultimate Dangerous Toys - Sleaze Metal Kings from Texas per la Cleopatra Records, contenente i loro più grandi successi.

## Formazione

### Ultima
- Jason McMaster - voce
- Paul Lidel - chitarra
- Scott Dalhover - chitarra
- Mike Watson - basso
- Mark Geary - batteria

### Ex componenti
- Tim Trembley - chitarra
- Danny Aaron - chitarra
- Kevin Fowler - chitarra

## Discografia

### Album in studio
- 1989 - Dangerous Toys
- 1991 - Hellacious Acres
- 1994 - Pissed
- 1995 - The R.tist 4.merly Known as Dangerous Toys

### Live
- 1999 - Vitamins and Crash Helmets Tour - Greatest Hits Live

### Raccolte
- 2004 - The Ultimate Dangerous Toys - Sleaze Metal Kings from Texas